# دان جريجوري
دان جريجوري (بالرومانية: Dan Grigore)‏ هو ملحن وعازف بيانو روماني، ولد في 6 أغسطس 1943.

## وصلات خارجية
- دان جريجوري على موقع ميوزك برينز (الإنجليزية)
- دان جريجوري على موقع أول ميوزيك (الإنجليزية)
- دان جريجوري على موقع ديسكوغز (الإنجليزية)